# 奥利韦 (南达科他州)
奥利韦（英語：Olivet），是美国南达科他州下属的一座城市。根据2010年美国人口普查，该市有人口74人。论人口在本州排行第253。